# Birrem

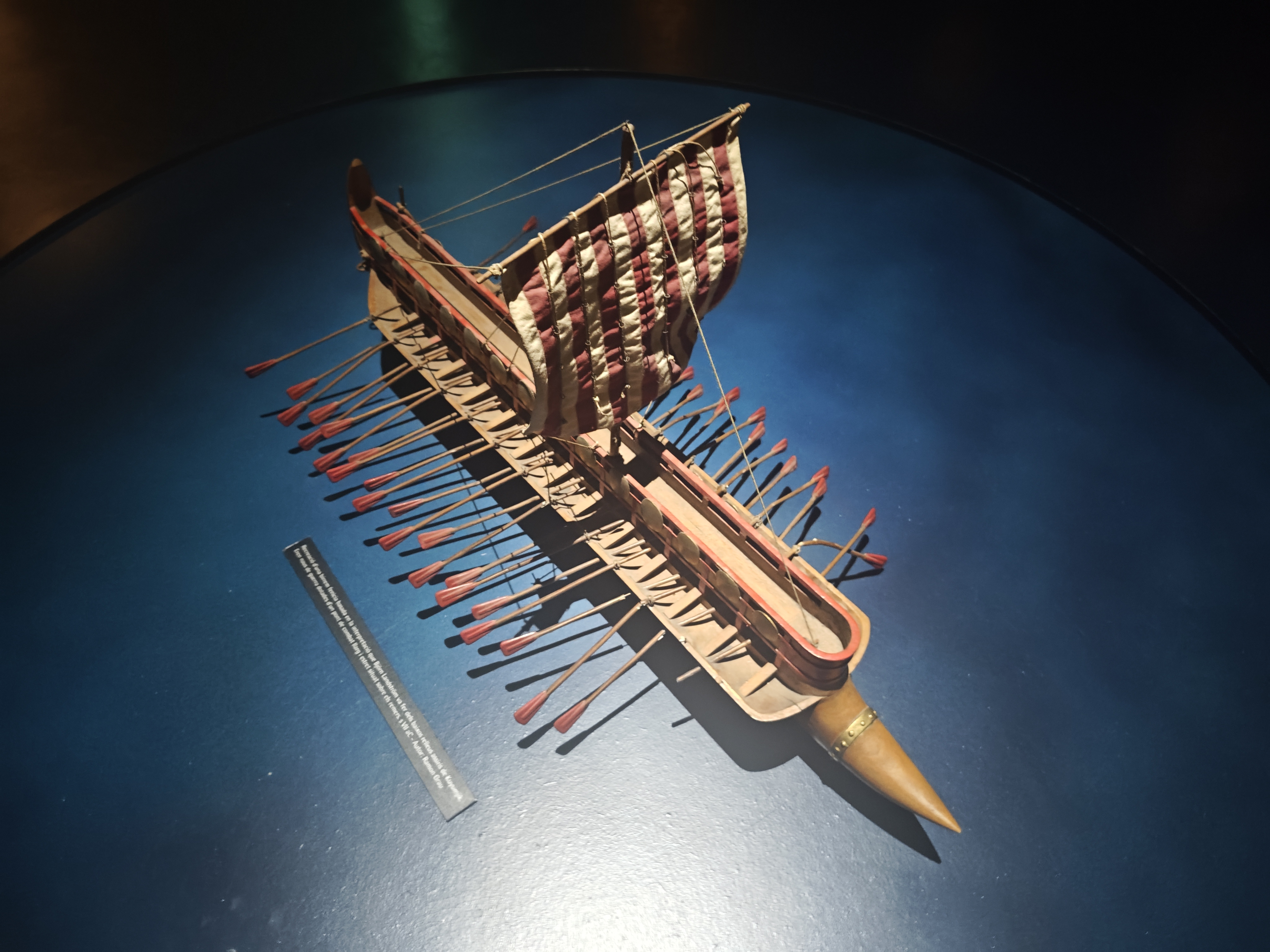
MAC-BCN Recreació d'una birrem fenicia basada en la interpretació que Björn Landström va fer dels baixos relleus de Kuyumjik. s.VII AC. Autor Ramon Grau

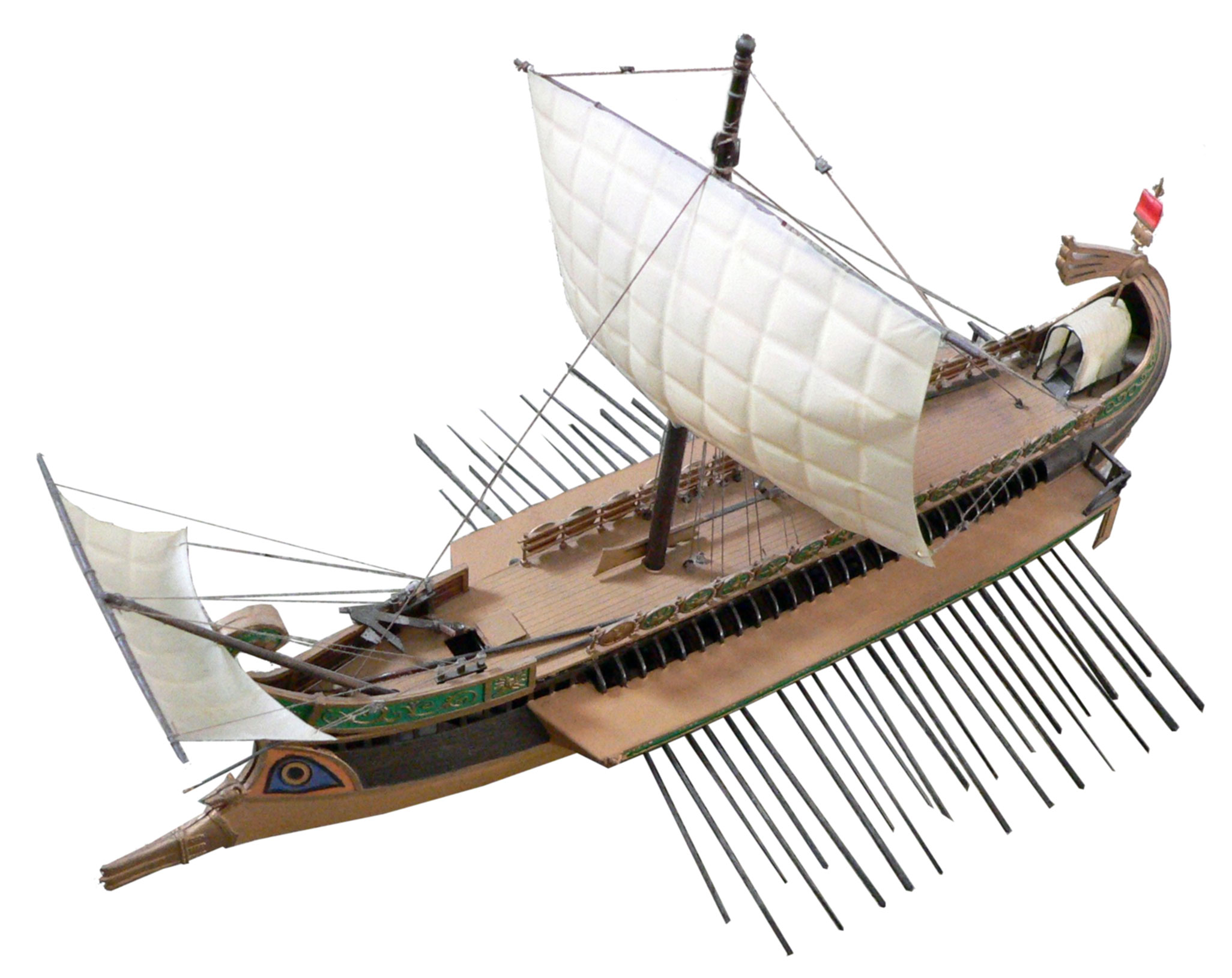
Model a escala d'una birrem romana.

Una birrem (grec antic: Βιήρης, llatí: birēmis), dirrem, driere, o diere (grec antic: διήρης dieres) era una nau de guerra, evolució de la galera, inventada probablement pels fenicis al segle viii aC. El seu nom deriva de les dues fileres de remers que hi havia a cada costat del vaixell.

## Història
Cap al segle viii aC el disseny de les antigues galeres va ser modificat. Constructors de vaixells, probablement fenicis, superposar una segona filera de rems, creant el vaixell comunament conegut pel seu nom grec: bier, birrem. Tot i que aquest terme no va ser probablement utilitzat fins a temps més tard.
La versió grega de la birrem mesurava 80 peus (24 metres) d'eslora i tenia una mànega màxima de 10 peus (3 metres). Constituïa una modificació de la monorrem, un vaixell amb una fila única de rems a cada costat. A la birrem es va superposar una filera de remers per costat, d'aquí el seu nom. També posseïa una vela quadrada de grans dimensions. Aquest vaixell va ser utilitzat sovint pels romans, entre altres campanyes a la segona invasió de Cèsar a Britànnia. Sovint, a més de la tripulació, transportava un contingent de soldats i el seu comandant, a qui se li assignava una botiga a coberta.
El primer esment sobre les birrems es troba en relleus assiris del segle viii aC.
Una forma més moderna de birrem fou el drómon romà d'Orient del segle x.

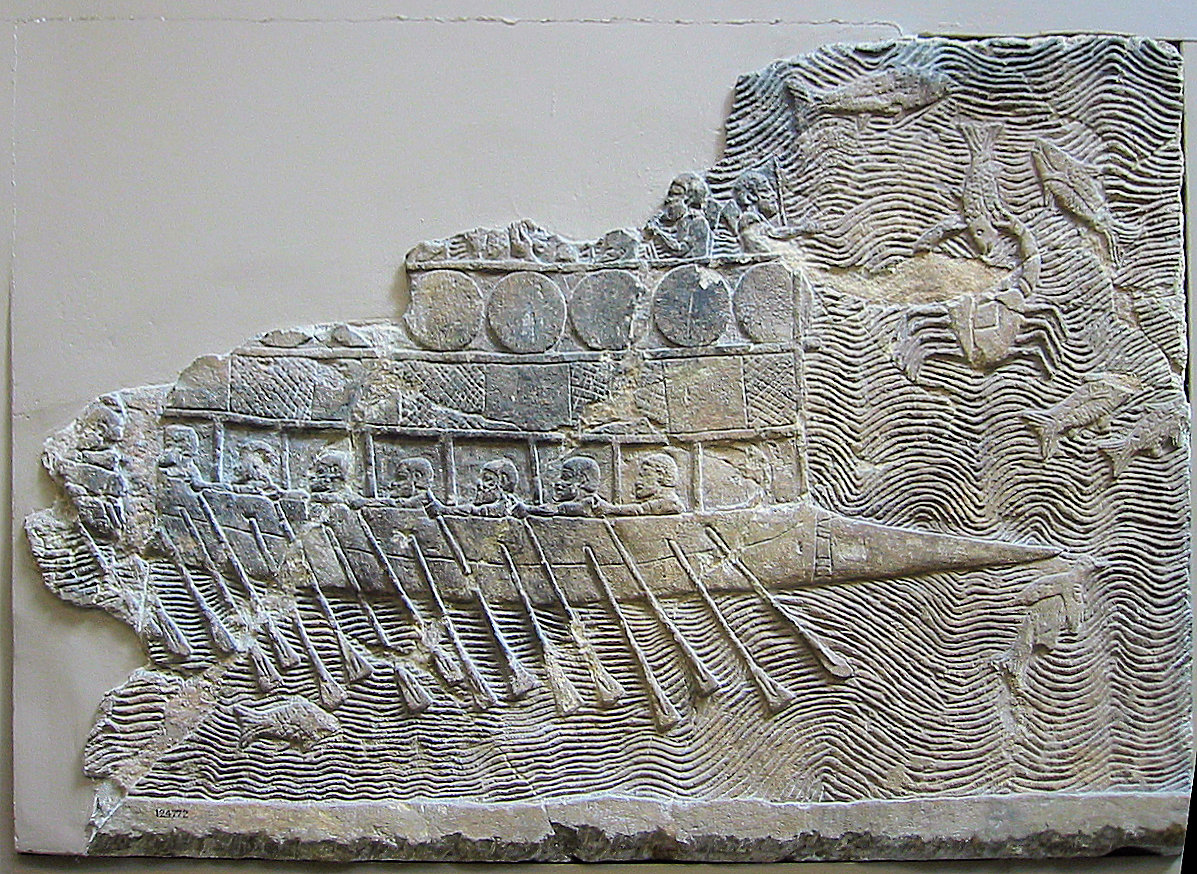
Vaixell de guerra assiri, una birrem amb esperó. 700 aC
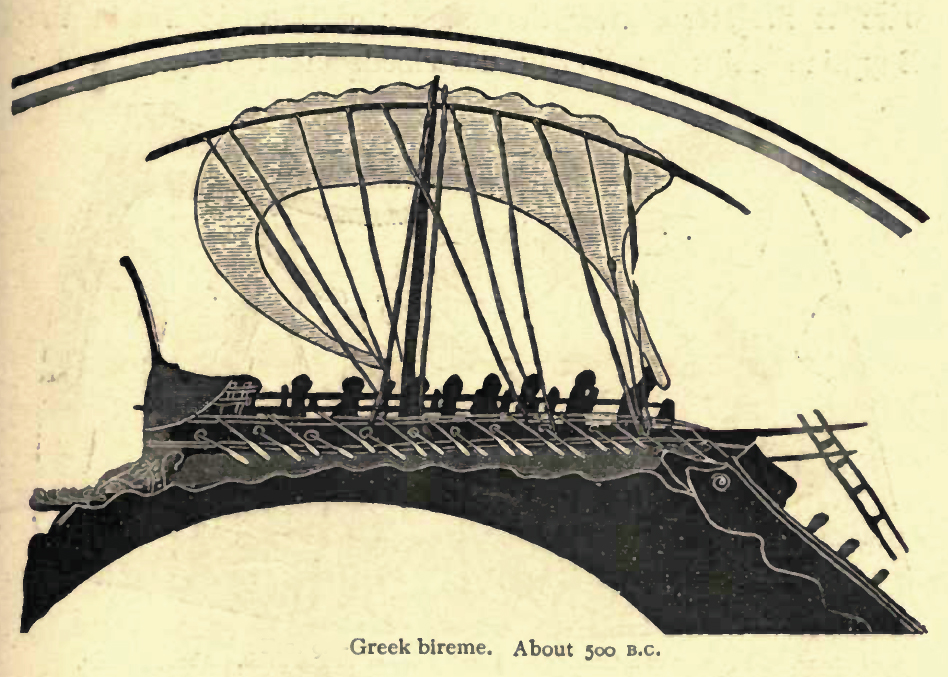
Birrems gregues (c 500 aC)
Model en terracota de birrem púnica. Segle IV aC Museu Arqueològic d'Alacant.

## Birrems de Ramon Llull
Ramon Llull, en el seu projecte de Rex bellator, parla de la guerra per mar i dels vaixells necessaris. Concretament esmenta “naus” i “birrems”. Aquestes “birrems” no designaven galeres amb dues files de rems per banda. El que implicaven eren les galeres habituals catalanes, amb una única filera de rems per banda i cada rem accionat per dos remers. Ramon Muntaner era un defensor d'aquest sistema de “dos remers per rem”. En cada estol hi podia haver galeres amb terçols. Es aquest cas cada rem l'accionaven tres remers (el tercer era el terçol).